# Roberto Aguilar
Roberto Ivan Aguilar Gómez (La Paz, Bolivia; 19 de mayo de 1958) es un economista y político boliviano. Fue el Ministro de Educación de Bolivia desde el  7 de noviembre de 2008 hasta el 11 de noviembre de 2019 durante el primer, segundo y tercer gobierno del presidente Evo Morales Ayma. Fue uno de los hombres que más tiempo permaneció en el cargo de ministro junto a David Choquehuanca Céspedes, Luis Arce Catacora o Juan Ramón Quintana. 
Roberto Aguilar ha trabajado como docente universitario, y rector en la Universidad Mayor de San Andrés en La Paz. En 2006 es elegido como miembro plurinacional de Asamblea Constituyente por el MAS-IPSP. En 2008, Roberto Aguilar es nombrado ministro de educación por el presidente Evo Morales sucediendo en el puesto a Magdalena Cajías.